# Plectris ciliata
Plectris ciliata är en skalbaggsart som beskrevs av Frey 1967. Plectris ciliata ingår i släktet Plectris och familjen Melolonthidae. Inga underarter finns listade i Catalogue of Life.